# Budżet stały
Budżet stały – to budżet, który pozostaje niezmieniony niezależnie od faktycznego poziomu produkcji.